# Bertifred
Bertifred (VI w.) – możnowładca z Austrazji, wrogi Merowingom. Po 575 popierał Childeberta II.
W 588 zawiązał spisek przeciwko Childebertowi II. Po jego wykryciu został stracony